# Hidžáz (pohoří)
Pohoří Hidžáz (arabsky جِبَال ٱلْحِجَاز‎, Džibál al-Hidžáz) je pohoří nacházející se v oblasti Hidžázu v západní Saúdské Arábii. Pohoří se táhne podél východního pobřeží Rudého moře severojižním směrem a je součástí pohoří Saravát. Bývá považováno za historické pohoří Midján.

## Zeměpis
Západní pobřežní sráz Arabského poloostrova se skládá ze dvou horských pásem, pohoří Hidžáz na severu a pohoří Asír dále na jih. Blízko středu pobřeží poloostrova je patrná mezera mezi nimi a pohoří do ní spadá z výšky 2100 m až na 600 m nad mořem.
Horské úbočí na západní straně prudce stoupá od úzké pobřežní pláně Tiháma u Rudého moře. Východní svahy nejsou tak strmé, což umožňuje vzácným srážkám vytvářet oázy kolem pramenů a studní několika vádí.[zdroj?]

### Řeka nebo vádí
Předpokládá se, že v pohoří Hidžáz pramení starověká řeka Píšón, která je popisována jako jedna ze čtyř řek zahrady Eden. Tento předpoklad zkoumal Juris Zarins, který rajskou zahradu lokalizuje do severního cípu Perského zálivu poblíž Kuvajtu. Tok nyní vyschlé řeky, dnešního Wádí al-Rumma, a jejího pokračování Wádí al-Bátin, určil Farouk El-Baz z Bostonské univerzity a pojmenoval ji „řeka Kuvajt“. Vede v délce 970 km severovýchodně přes Saúdskou poušť a po Wádí al-Bátin na pobřeží Perského zálivu. Odhaduje se, že Píšón neboli řeka Kuvajt vyschly před 2500 – 3000 lety jako celá oblast Hidžázu.

## Fauna

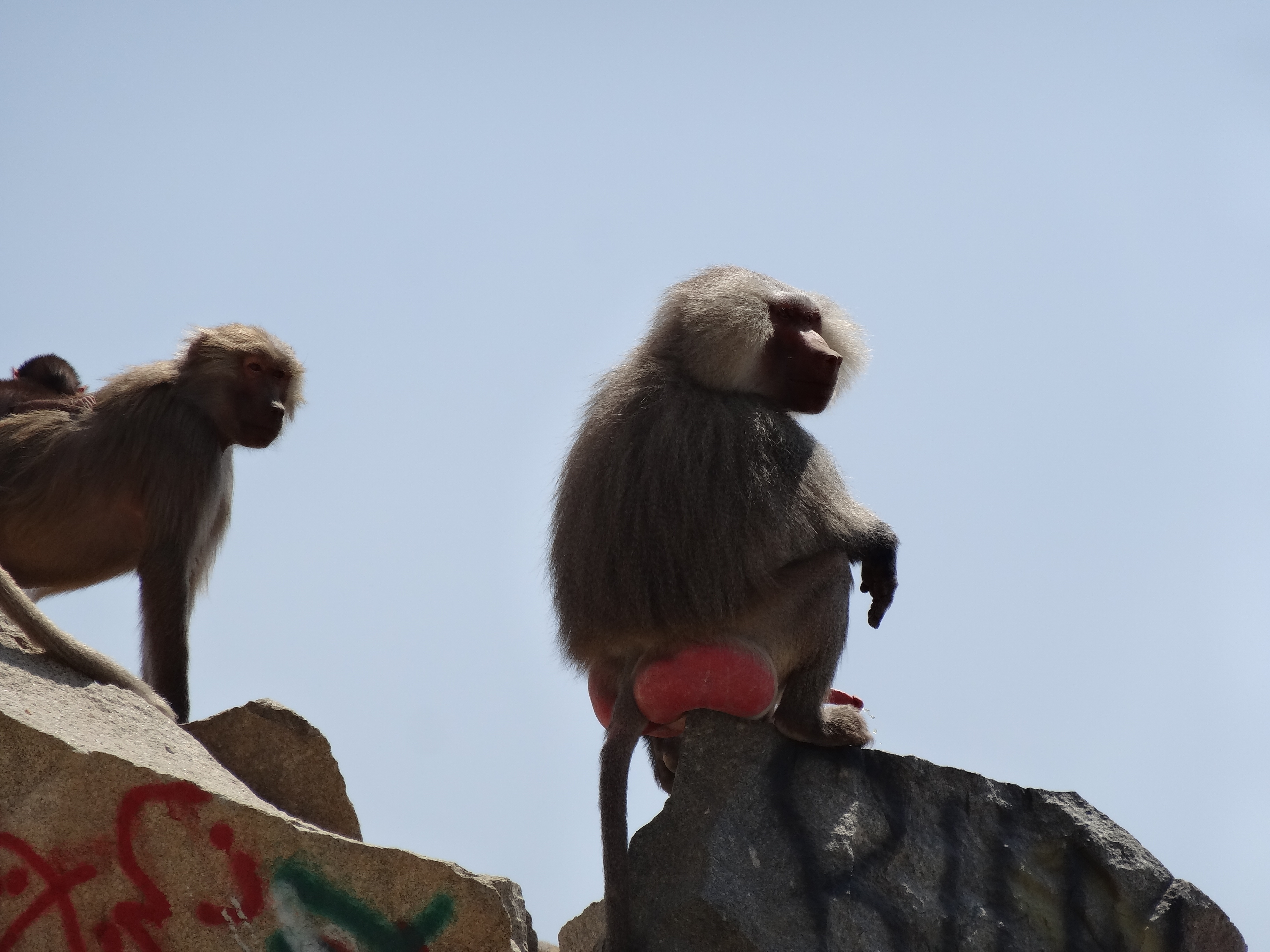
Pláštíkoví paviáni poblíž střediska al-Hada v Mekkánské provincii

Vzácně se zde vyskytuje arabský levhart. V starodávných dobách prý Musá al-Kázim, Mohamedův potomek, narazil v divočině severně od Medíny na lva. Pláštíkoví paviáni mohou být viděni poblíž osad jako al-Hada a aš-Šafa i poblíž Táifu.

## Těžba
Tato oblast zahrnuje oblast Mahd adh-Dhahab („kolébka zlata“) mezi Mekkou a Medinou. Je to hlavní důl na zlato a stříbro v Saúdské Arábii, ale byl produktivní pouze v letech cca 950 př.nl a 750 – 1258 našeho letopočtu a přibližně 1939 – 54.

## Galerie

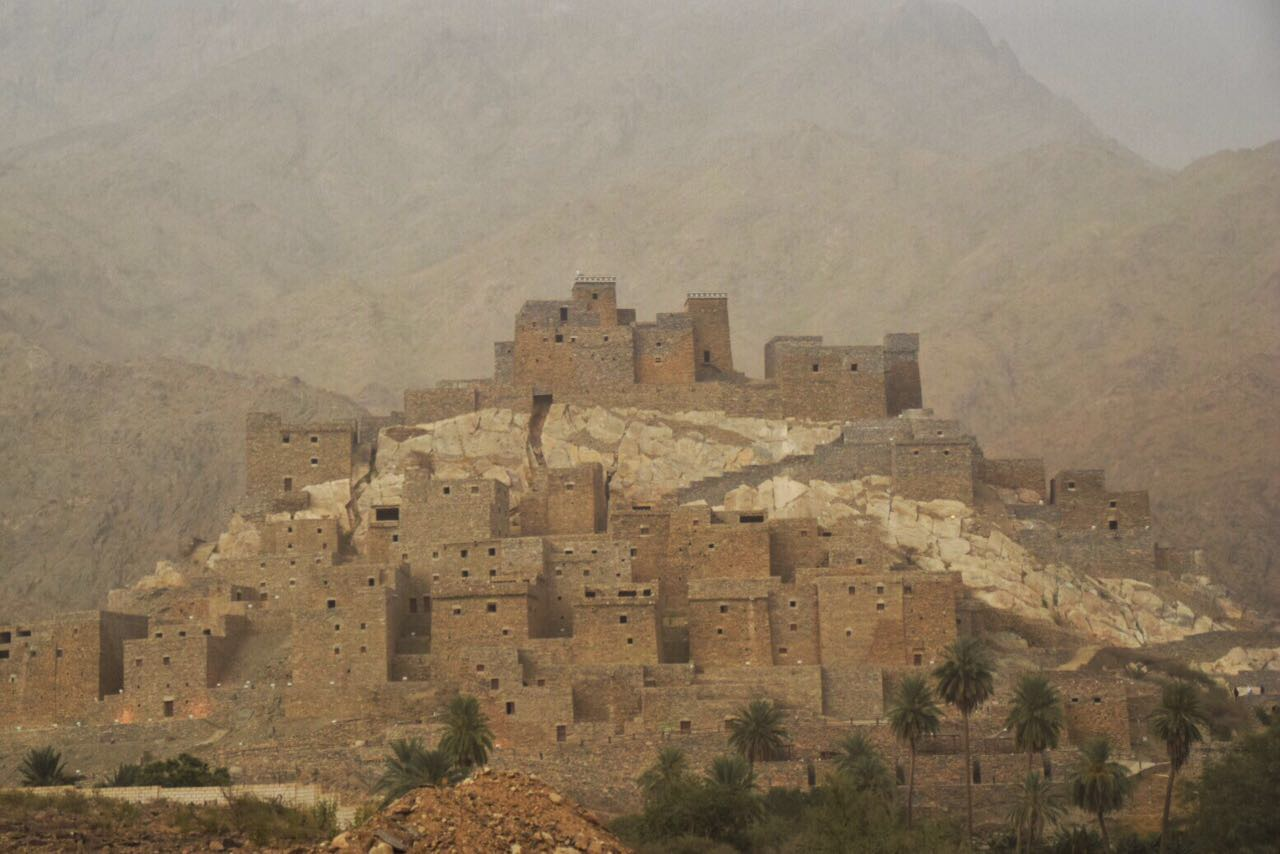
Dhu 'Ain v oblasti Al-Baha
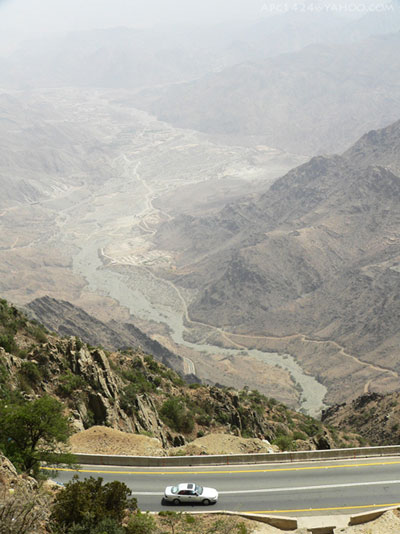
Silnice v horách mezi Al-Baha a Al-Mikhwa
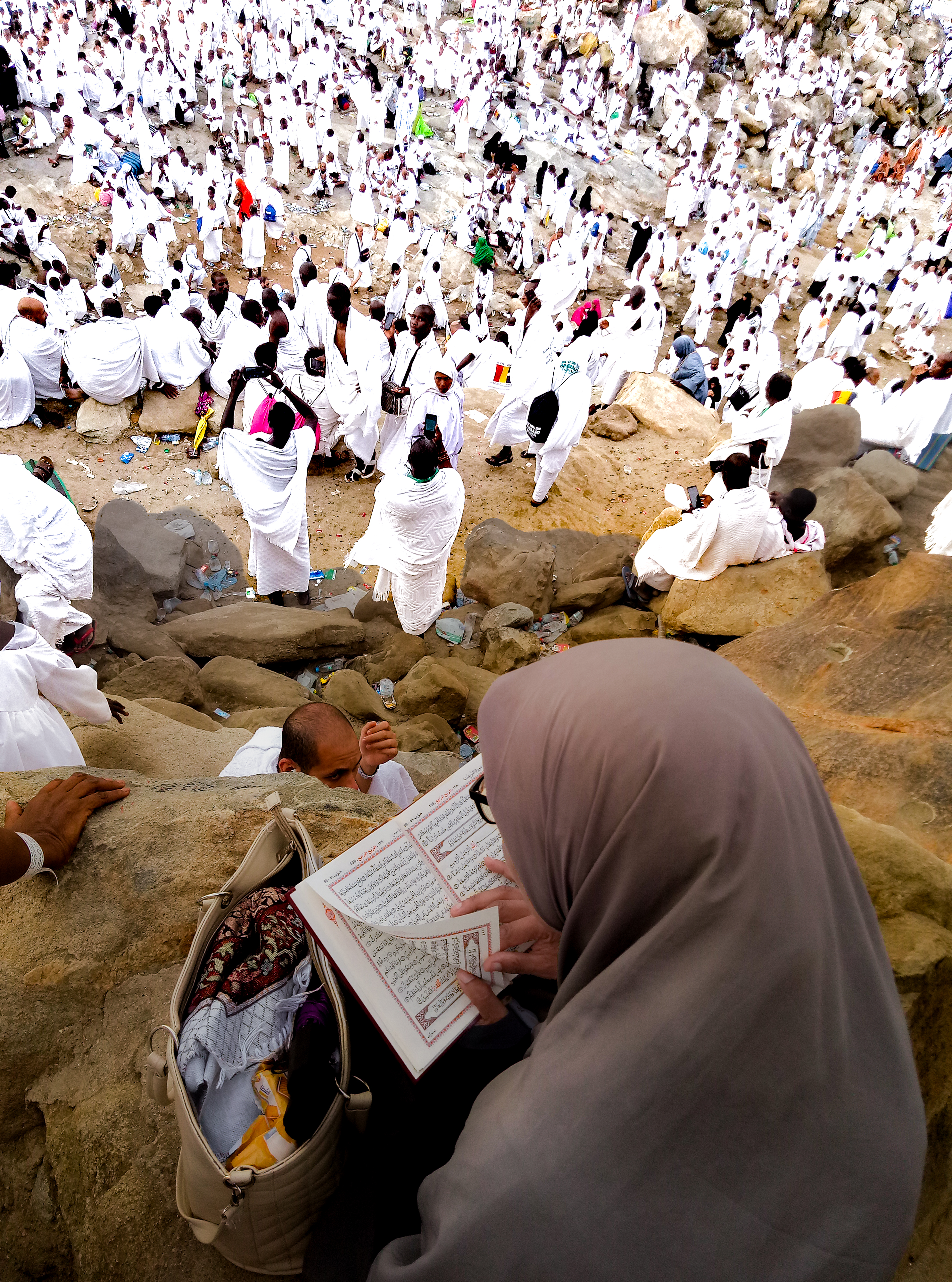
Poutníci prosící na hoře Arafát během hadždže
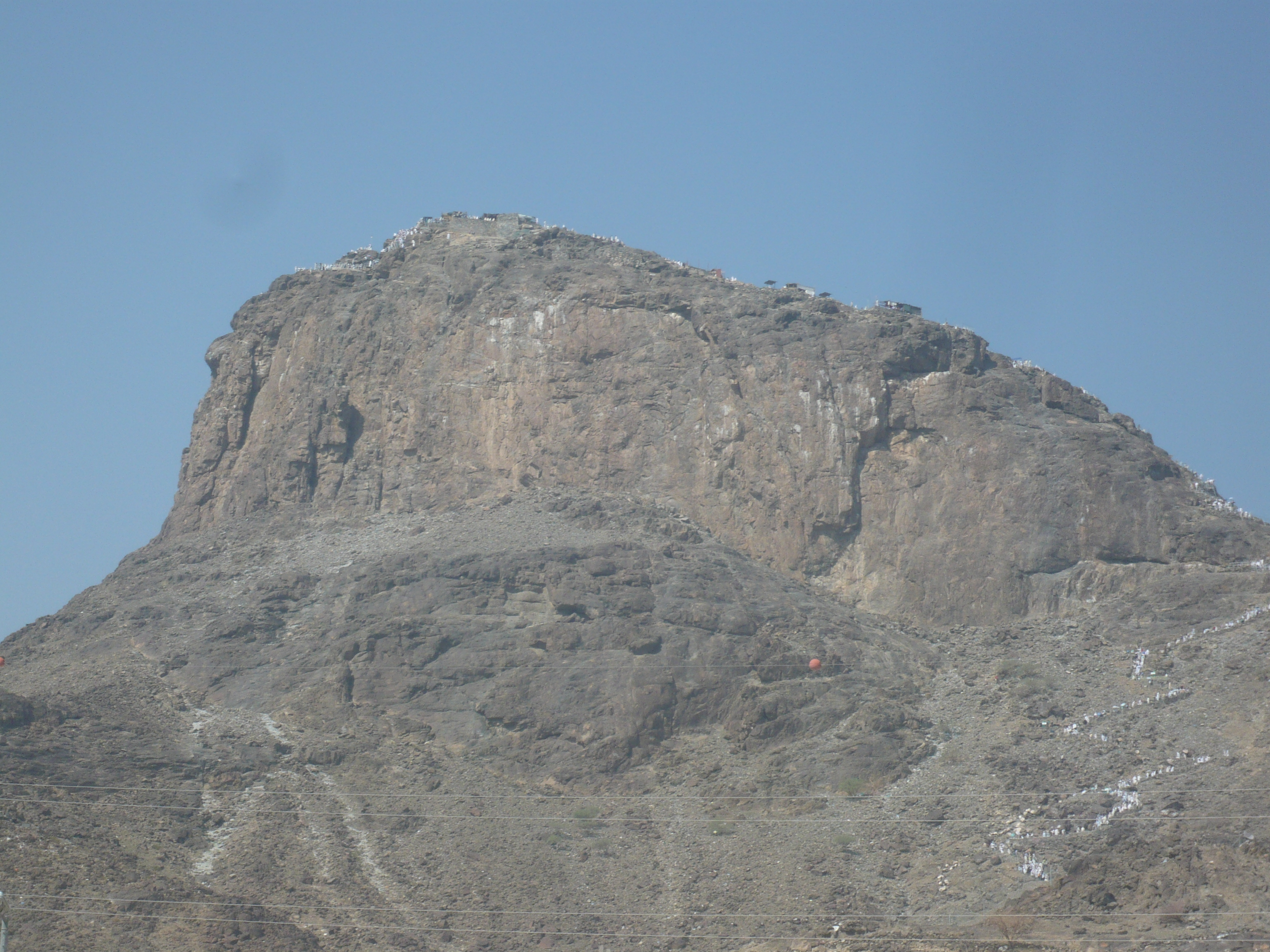
Džebel al-Núr (hora světla) poblíž Mekky
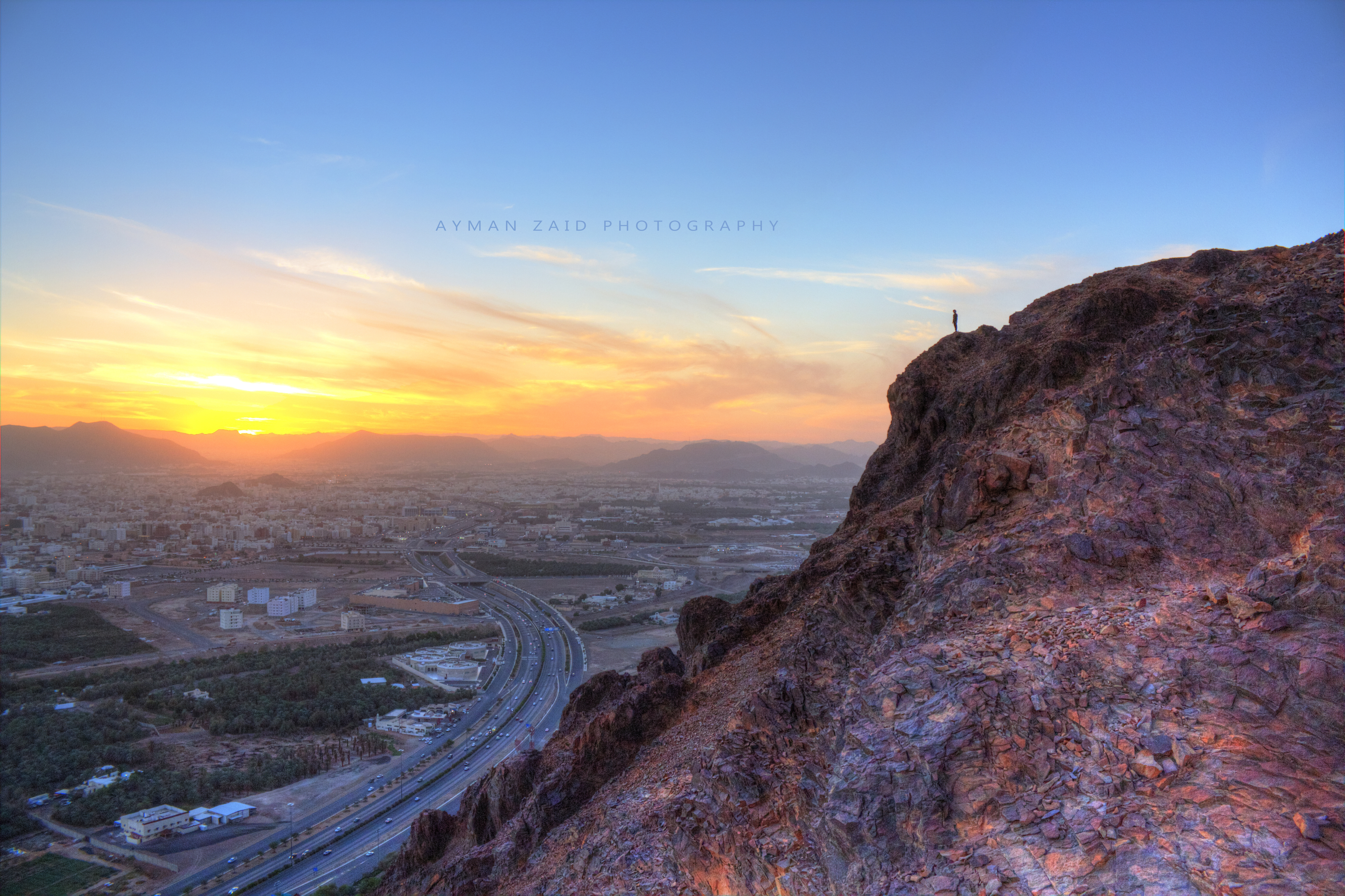
Hora Uhud v medínské oblasti
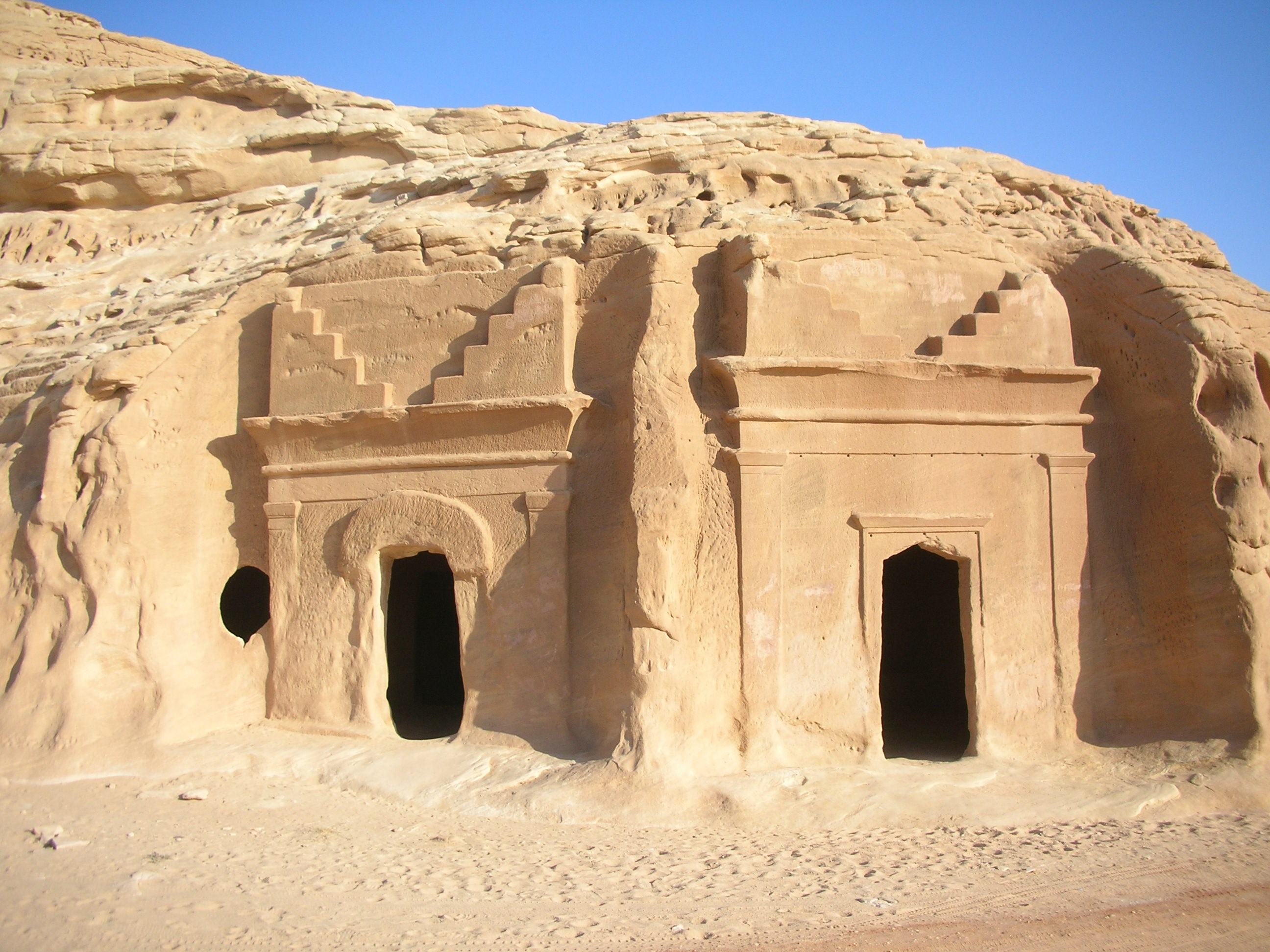
Konstrukce vytesané do skály v Hegře